# Вернеж
Верне́ж (фр. Verneiges, окс. Vernejes / Vernejas) — коммуна во Франции, находится в регионе Лимузен. Департамент коммуны — Крёз. Входит в состав кантона Шамбон-сюр-Вуэз. Округ коммуны — Обюссон.
Код INSEE коммуны — 23259.

## Население
Население коммуны на 2010 год составляло 101 человек.
| 1962 | 1968 | 1975 | 1982 | 1990 | 1999 | 2010 |
| ---- | ---- | ---- | ---- | ---- | ---- | ---- |
| 177  | 143  | 120  | 95   | 71   | 86   | 101  |

## Экономика
В 2010 году среди 67 человек трудоспособного возраста (15—64 лет) 47 были экономически активными, 20 — неактивными (показатель активности — 70,1 %, в 1999 году было 81,1 %). Из 47 активных жителей работали 42 человека (24 мужчины и 18 женщин), безработных было 5 (4 мужчины и 1 женщина). Среди 20 неактивных 3 человека были учениками или студентами, 11 — пенсионерами, 6 были неактивными по другим причинам.